# Henry Winter Davis
Henry Winter Davis (ur. 16 sierpnia 1817 w Annapolis, Maryland, zm. 30 grudnia 1865 w Baltimore, Maryland) – amerykański prawnik i polityk.
W dwóch różnych okresach reprezentował stan Maryland w Izbie Reprezentantów Stanów Zjednoczonych. W latach 1855–1861 przez trzy kadencje Kongresu Stanów Zjednoczonych był przedstawicielem czwartego okręgu wyborczego, zaś w latach 1863–1865 przez jedną kadencję był przedstawicielem trzeciego okręgu wyborczego.
W 1864 razem z senatorem Benem Wade zainicjował projekt rekonstrukcji dla Południa surowszy niż planował to Prezydent USA Abraham Lincoln.